# Orden de asistencia
La orden de asistencia (en inglés writ of assistance) era un documento legal utilizado en Gran Bretaña como una orden gubernamental para asistir y apoyar a un funcionario en el cumplimiento de sus funciones, similar a una orden de búsqueda (search warrant) pero de alcance más general. 
La orden de asistencia usualmente carecía de límites de tiempo para su uso, y exigía que toda persona colaborase con el funcionario en favor del cual se había emitido el documento. El empleo normal de esta orden ocurría en las inspecciones de aduana y de tributos, y este documento autorizaba al funcionario a investigar a cualquier persona, cosa, o lugar, que se considere sospechoso, sin plazo de expiración. Las órdenes de asistencia fueron instauradas en Gran Bretaña mediante la Ley Townshend de 1767, y se siguieron emitiendo de manera genérica hasta 1819, pese a las protestas de quienes consideraban que esta clase de documentos permitía abusos y vejaciones por parte de los funcionarios de la Corona.

## En Estados Unidos
Las órdenes de asistencia tuvieron importancia como uno de los problemas que causaron la rebelión de las Trece Colonias contra el gobierno británico en 1776 y que desembocaron posteriormente en la creación de los Estados Unidos de América. Desde 1760 Gran Bretaña empezó a hacer cumplir diversas disposiciones de las leyes de navegación mediante el uso de la "orden de asistencia" en favor de ciertos funcionarios reales designados directamente en la metrópoli, pues sólo las colonias de Massachusetts y Nuevo Hampshire emitieron tales órdenes de asistencia.
El uso de estos documentos se hacía necesario para el gobierno británico debido a que en las Trece Colonias el contrabando de productos se había convertido en una actividad económica muy común, en perjuicio de los comerciantes británicos y reduciendo el nivel de los impuestos que percibía la metrópoli. Conforme a las leyes existentes, un funcionario real no podía registrar los bienes y propiedades de un sospechoso sin entregar un motivo lícito, pero gracias a las órdenes de asistencia los funcionarios ni siquiera necesitaban sustentar sus pesquisas sino que el privilegio dado por la Corona les permitía ejecutar sus indagaciones de modo arbitrario, siendo obligatorio prestarle ayuda en tal cometido. Los colonos protestaron alegando que estos documentos violaban sus derechos como súbditos británicos.
Un cuestionamiento importante de los colonos era que las órdenes de asistencia tenían carácter de permanentes y de transferibles, por lo cual un funcionario podía libremente traspasar a otro los privilegios conferidos por la orden. Asimismo, los funcionarios dotados de una orden de asistencia podían registrar toda persona, lugar o cosa que desearan, sin límite alguno, y no asumían responsabilidad alguna por los daños que pudieran causar, lo cual colocaba a tales funcionarios por encima de las leyes propias de la colonia. 
En tanto las órdenes de asistencia eran entregadas como una licencia en nombre del propio Rey de Inglaterra, todas las órdenes de asistencia expiraban en sus efectos al cumplirse seis meses de la muerte del monarca en cuyo nombre se habían emitido. Con la muerte del rey Jorge II de Gran Bretaña en octubre de 1760, las órdenes emitidas en nombre suyo quedaban sin vigor en abril de 1761; los funcionarios debían entonces obtener del nuevo rey, Jorge III, la emisión de una nueva orden de asistencia.
El 27 de diciembre de 1760 se conoció en Boston, Massachusetts, que el rey Jorge II había muerto y que en consecuencia las "órdenes de asistencia" emitidas por él habían quedado sin valor. Sobre la base de ello un grupo de 63 mercaderes, defendidos por el abogado James Otis, desafiaron la validez de los actos de los funcionarios reales que usaban aún las "órdenes de asistencia" del monarca fallecido. Un agente aduanero del gobierno británico, Paxton, replicó rechazando el reclamo de los colonos, con lo cual las peticiones de éstos fueron denegadas por las autoridades coloniales en febrero y noviembre de 1761. Pese a este revés, los colonos habían desafiado por primera vez la autoridad del Parlamento inglés respecto de asuntos de una colonia americana, más aún porque uno de los alegatos de James Otis era que las órdenes de asistencia violaban los derechos de un súbdito según habían sido fijados en la Carta Magna, por lo cual tales documentos eran inconstitucionales dentro de la ley británica y debían declararse inválidos.
Las órdenes de asistencia siguieron siendo usadas por los funcionarios británicos enviados a las Trece Colonias, tanto para la represión del contrabando como para hacer entrar en vigor las impopulares leyes de impuestos que gravaban el té, el azúcar, y que obligaban al uso del papel timbrado, aumentando las quejas de los colonos, al punto que tropas británicas enviadas de la metrópoli ocuparon Boston en 1774, donde el general Thomas Gage implantó la ley marcial para hacer cumplir las órdenes de asistencia.
Como resultado de estas situaciones, una vez consolidada la independencia de Estados Unidos se establecieron leyes en cada uno de los estados para los supuestos de registrar personas, lugares o cosas, fijando límites concretos al poder de las autoridades para realizar esta clase de acciones, y determinando que tales mandatos debían ser emitidos por un juez y referirse de manera específica a las personas, cosas o lugares que debían ser sometidas a registro por parte de la autoridad.
La Cuarta Enmienda a la Constitución de los Estados Unidos estableció que los registros, búsquedas y decomisos debían ser ejecutados de manera concreta y no genérica, considerando como un derecho del ciudadano la seguridad de su persona y bienes; tal norma ha tenido hasta la actualidad gran relevancia en el derecho estadounidense para la defensa del derecho a la privacidad y a la seguridad personal. En el siglo XIX este mandato fue establecido de manera más detallada respecto del derecho de todo ciudadano a un debido proceso, conforme a la Decimocuarta Enmienda a la Constitución de los Estados Unidos.
- Datos: Q3570117